# 続・激突!/カージャック
『続・激突!/カージャック』（ぞく げきとつ カージャック、The Sugarland Express）は、1974年のアメリカ映画。スティーヴン・スピルバーグの初の劇場作品であり、実話に基づいた作品である。
日本では、あたかも1971年に制作された『激突!』の続編を思わせるよう、『続・激突! カージャック』とタイトルを変えて公開されたのだが、本作と『激突!』には何の関連もない。

## あらすじ
窃盗の罪で収監されていたルー・ジーン・ポプリンは出所後、同じく軽犯罪でテキサス州立刑務所に収監されている夫クロヴィスに面会し、脱走をもちかけた。彼女は福祉局によって里子へ出された息子ラングストンを奪還するため、共にシュガーランドへ向かおうと計画していた。4か月後に出所を控えていたクロヴィスは脱走に反対するも、ルー・ジーンに離婚を切り出されて渋々計画に付き合うことになる。刑務所を出た二人は、囚人仲間ヒューバーの両親ノッカー夫妻の車に同乗してシュガーランドに向かう。しかし、車が些細な交通違反を起こしてスライド巡査のパトカーに呼び止められてしまい、脱走がバレたと勘違いしたルー・ジーンは車を奪い逃走する。スライドは近隣のパトカーに応援を呼びかけて二人を追跡するが、二人の乗る車が林に飛び込み故障し、ルー・ジーンはスライドを人質にしてパトカーを奪い取りシュガーランドに向かう。
三人の乗るパトカーは巡回中のパトカーに発見され、報告を受けたタナー警部はパトカーを引き連れて追跡を開始する。しかし、「息子を取り戻したい」という二人の犯行理由を聞いたタナーは強硬策に出ることをためらい、パトカーを連れて三人の乗るパトカーを後方から追跡するに留め、その間にテキサス中のパトカーが合流し、さらに騒ぎを聞きつけたマスコミが駆け付け事件を報道する。警察側は三人がドライブスルーで休憩中に二人を狙撃しようとするが、二人に感情移入し始めていたタナーによって狙撃が中止され、三人は逃走に成功する。逃走の中、行動を共にするスライドも二人に感情移入するようになる。
三人は中古車ショップに隠れて一夜を過ごすが、警察の無線を傍受した近所の住民に襲撃されタナーに助けを求める。タナーは警官隊を引き連れて三人を助けに向かい住民たちを逮捕し、二人に投降を呼びかける。しかし、二人は投降を拒否してシュガーランドに向かうことを決め、スライドも二人に同行する。二人の意思が固いことを知ったタナーは、狙撃手をラングストンの里親の自宅に向かわせ、二人を待ち伏せるように命令し、再び追跡を開始する。三人が行く先々には報道を見た住民たちが集まり、息子を取り返そうとする二人を応援し、警察やマスコミに混じりパトカーを追いかけるようになる。
三人が里親の自宅に到着する直前、タナーは最後の説得を試みるが、二人は投降を拒否して里親の自宅に向かう。しかし、異変に気付いたスライドは家に入ることを止めるように二人を説得するが、息子を目前にして感情的になったルー・ジーンは聞き入れずに騒ぎ出し、諦めたクロヴィスがパトカーを降りて家に入ろうとする。その瞬間、クロヴィスは狙撃され重傷を負い、パトカーに乗り込み逃走する。銃声を聞いたタナーたちは追跡を再開し、川辺で停車したパトカーに近付く。そこには立ち尽くすスライド、運転席で死んでいるクロヴィス、後部座席で呆然自失となっているルー・ジーンがいた。
騒動の終結後、ルー・ジーンは15か月間の刑期を終えて出所後にラングストンを取り戻し、タナーとスライドは警察官として職務を続けていることが語られ、物語は終わる。

## キャスト
| 役名                           | 俳優                     | 日本語吹替                                                            | 日本語吹替 | 日本語吹替                                                   |
| 役名                           | 俳優                     | テレビ朝日版                                                          | ソフト版 | スター・チャンネル版                                         |
| ------------------------------ | ------------------------ | --------------------------------------------------------------------- | --- | ------------------------------------------------------------ |
| ルー・ジーン・ポプリン         | ゴールディ・ホーン       | 藤田淑子                                                              | 引田有美 | 阿部桐子                                                     |
| クロヴィス・マイケル・ポプリン | ウィリアム・アザートン   | 安原義人                                                              | 後藤敦 | 藤原啓治                                                     |
| ハーリン・タナー警部           | ベン・ジョンソン         | 松下達夫                                                              | 有本欽隆 | 小林修                                                       |
| マックスウェル・スライド巡査   | マイケル・サックス       | 岩崎信忠                                                              | 清水明彦 | 森川智之                                                     |
| アーニー・マッシュバーン巡査   | グレゴリー・ウォルコット | 細井重之                                                              | 水野龍司 | 仲野裕                                                       |
| ジェサップ巡査                 | スティーヴ・カナリー     | 北村弘一                                                              | 坂口候一 |                                                              |
| ルービー夫人                   | ルイーズ・ラザム         | 浅井淑子                                                              | MAI | 宗形智子                                                     |
| ラングストン                   | ハリソン・ザナック       | 貴家堂子                                                              | |                                                              |
| アルヴィン・T・ノッカー        | A・L・キャンプ           | 北村弘一                                                              | 城山堅 | 塚田正昭                                                     |
| ノッカー夫人                   | ジェシー・リー・フルトン | 高村章子                                                              | |                                                              |
| ローガン・ウォーターズ         | フランク・ステッガル     | 嶋俊介                                                                | 石住昭彦 | 有本欽隆                                                     |
| 不明 その他                    | N/A                      | 平林尚三 宮内幸平 上田敏也 石森達幸 矢田耕司 田中康郎 芝田清子 宮下勝 | 田畑ゆり 村治学 加藤亮夫 山下啓介 楠見尚己 吉田裕秋 円谷文彦 永田博文 佐藤淳 志村知幸 木下尚紀 重松朋 原奈津季 柴山平和 | 楠見尚己 谷昌樹 寺田はるひ 稲葉実 乃村健次 宝亀克寿 内田直哉 |
| 日本語版スタッフ               |                          |                                                                       | |                                                              |
| 演出                           | 演出                     | 山田悦司                                                              | 中野洋志 |                                                              |
| 翻訳                           | 翻訳                     | 進藤光太                                                              | 石原千麻 |                                                              |
| 効果                           | 効果                     | 赤塚不二夫                                                            | |                                                              |
| 調整                           | 調整                     | 山田太平                                                              | |                                                              |
| 制作                           | 制作                     | グロービジョン                                                        | ACクリエイト |                                                              |
| 解説                           | 解説                     | 淀川長治                                                              | |                                                              |
| 初回放送                       | 初回放送                 | 1977年7月17日 『日曜洋画劇場』                                        | |                                                              |

※スターチャンネル版はU-NEXTで配信。

## 実話
本作は1969年5月にテキサス州で発生した実話を基に製作されている。アイラ・ファー・デントは実母に引き取られた息子を取り戻すため、夫のロバート・デントと共に交通警官のジェームズ・クローンごとパトカーを乗っ取ってしまう。彼らはパトカーで、ポート・アーサーやヒューストンを通過し、実母の家のあるウィーロックを目指すが、騒ぎを聞きつけたテレビ局のバンやヘリコプターを従えて隊列を組みながら、ゆっくりと進んでいった。最終的にウィーロックの実母宅に到着するものの、この場所で待ち伏せしていたFBIにロバートは射殺され、人質のクローンは無傷で助け出された。実際にはロバートは脱走しておらず、カージャックを決行する2週間前の1969年4月に刑務所を出所している他、里親の自宅前で死亡している。アイラは逮捕され懲役5年の実刑判決を受けるが、5か月間後に釈放され、1992年に40代で死去している。
映画ではアイラ・ファー（ルー・ジーン）役をゴールディ・ホーン、ロバート（クロヴィス）役をウィリアム・アザートン、クローン（スライド）役をマイケル・サックス、ジェリー・ミラー（タナー）役をベン・ジョンソンが演じている。また、人質となったクローンは映画のアドバイザーとして製作に参加し、劇中でも副保安官役として出演している。

## 評価
Rotten Tomatoesでは91%の支持を集めており、「映画は同時代の反文化的なロード・ムービーを形作ったが、その後のスピルバーグ作品で観客を満足させるための洗練された要素が数多く含まれている」と評価されている。第27回カンヌ国際映画祭では脚本賞を受賞している。